# HomeOS
HomeOS es el título de trabajo de un sistema operativo de domótica en desarrollo por Microsoft Research. Microsoft Research anunció el proyecto en 2010.